# خفقان
الخفقان (بالإنجليزية: Palpitations) هو الإدراك غير الطبيعي لضربات القلب ويتميز بالوعي بانقباضات عضلة القلب في منطقة الصدر: قوية، أو سريعة و/أو غير منتظمة. وهو عرض يشتكي منه المريض وكذلك تشخيص طبي. قد يكون الخفقان مصحوبًا بالقلق ولا يشير بالضرورة لوجود خلل وظيفي أو هيكلي في القلب، ولكنه قد يكون عرضًا ناتجا عن نبض سريع أو غير منتظم. قد يكون الخفقان متقطعًا ومتنوعًا في الوتيرة والمدة، أو مستمرًا. تشمل الأعراض المصاحبة الدوخة، وضيق النفس، والتعرق، والصداع، وألم الصدر.
قد يكون الخفقان مصاحبًا لمرض القلب التاجي، أو فرط الدرقية، أو الأمراض التي تؤثر على عضلة القلب مثل اعتلال عضلة القلب الضخامي، أو الأمراض التي تسبب تدني مستوى الأكسجين في الدم مثل الربو، وداء الانسداد الرئوي المزمن، أو جراحة سابقة في الصدر، أو اعتلال الكلية، أو انخفاض مستوى السيروتونين في المخ، وكذلك فقر الدم، فقد الدم، والألم، أو الأدوية مثل مضادات الاكتئاب، وستاتين، والمشروبات الكحولية، والنيكوتين، والكافيين، والكوكايين، والأمفيتامينات، والحشيش، واختلال الأملاح مثل الماغنسيوم، والبوتاسيوم، والكالسيوم. أيضًا نقص المواد الغذائية مثل حمض التورين، أرجنين، الحديد وفيتامين بي 12.

## العلامات والأعراض
ثلاثة أوصاف شائعة للخفقان هي «التقلب» (أو «الوقوف والبدء»)، وتنتج غالبًا عن الانقباض المبكر للأذين أو البطين، حيث يكون «الوقوف» نتيجة الوقفة التي تتبع الانقباض، و«البدء» نتيجة الانقباض القوي التالي، و«ترفرف سريع في الصدر»، حيث يقترح «الترفرف» المنتظم اضطراب بطيني أو فوق بطيني في نظم القلب (بما في ذلك تسرع القلب الجيبي) فيما يقترح «الترفرف» غير المنتظم وجود رجفان أذيني، أو رفرفة أذينية، أو تسرع القلب مع إحصار متنوع، و«طرق في الرقبة» أو نبضات الرقبة، غالبًا بسبب موجات a "العملاقة" في نبضات الوريد الوداجي التي تحدث حين ينقبض الأذين الأيمن أمام صمام ثلاثي الشرفات مغلق.
يقترح الخفقان المصحوب بألم الصدر وجود مرض القلب التاجي، أو إذا كان ألم الصدر يخف بالميل للأمام، يتم الاشتباه في مرض بغشاء التامور. الخفقان المصحوب بدوخة، أو إغماء أو شبه إغماء يقترح انخفاض ضغط الدم وقد يكون علامة على اضطراب نظم قلبي خطير. الخفقان الذي يحدث بشكل منظم مع المجهود يقترح وجود ممر عبور معتمد على المعدل أو اعتلال عضلة القلب الضخامي. إذا لم يتم إيجاد سبب حميد لتلك الأعراض المقلقة في الزيارة الأولى، قد يتم عمل مراقبة إسعافية أو مراقبة مطولة للقلب في المستشفى. الأعراض غير القلبية كذلك يجب إثارتها حيث أن الخفقان قد ينتج عن قلب طبيعي يستجيب لحالة أيضية أو التهابية. يقترح فقد الوزن فرط الغدة الدرقية. قد يتم إحداث الخفقان عن طريق التقيؤ أو الإسهال الذي يؤدي لخلل في الأملاح ونقص حجم الدم. فرط التنفس، وتنميل اليد، والعصبية شائعون عندما يكون القلق أو اضطراب الهلع سبب الخفقان.

## الأسباب
يمكن إرجاع الخفقان لواحد من أربعة أسباب رئيسية:
1. إثارة الجهاز العصبي الودي خارج القلب (الإثارة غير المناسبة للجهاز العصبي الودي، بالأخص العصب الحائر الذي يغذي القلب، قد تنتج عن القلق والتوتر بسبب ارتفاع حاد أو مزمن في مستوى الهرمون القشري السكري والكاتيكولامينات. ألم الجهاز الهضمي مثل الانتفاخ أو عسر الهضم، إلى جاتب اختلال التوازن العضلي والوضع الجسدي السيئ تستطيع جميعًا إثارة العصب الحائر مسببةً الخفقان)
2. زيادة سرعة الجهاز العصبي الودي (اضطراب الهلع، ونقص سكر الدم، ونقص التأكسج، ومضادات الهستامين، وفقر الدم، وقصور القلب، وتدلي الصمام التاجي).[5]
3. الدوران مفرط الديناميكية (داء قلبي صمامي، وفرط الدرقية، وفرط ثنائي أكسيد الكربون في الدم، والحمى، وفقر الدم، والحمل).
4. اضطراب نظم القلب (نبض منتبذ، وانقباض أذيني مبكر، وانقباض بطيني مبكر، ورجفان أذيني، وتسرع القلب فوق البطيني، وتسرع القلب البطيني، ورجفان بطيني، وإحصار القلب).

### القلق والتوتر
يرفع القلق والتوتر مستويات الكورتيزول والأدرينالين في الجسم، واللذان بدورهما يمكنها التداخل مع الوظيفة الطبيعية للجهاز العصبي اللاودي ما يؤدي لإثارة زائدة للعصب الحائر. يشعر المريض بالخفقان الناتج عن العصب الحائر في صورة جلجلة، إحساس رفرفة أجوف، أو في صورة نبضة مفقودة، اعتمادًا على أي نقطة في النظم القلبي الطبيعي حدث خلالها إثارة للعصب الحائر. في العديد من الحالات، يتسبب القلق والهلع من الرجفان في معاناة المريض من المزيد من القلق وزيادة تحفيز العصب الحائر. قد يشرح الرابط بين القلق والخفقان كذلك لماذا تتضمن العديد من نوبات الهلع شعور بتوقف وشيك للقلب. بالمثل، قد يساهم التوتر العقلي والبدني في حدوث الخفقان، ربما بسبب استنفاذ مغذيات صغرى معينة مسؤولة عن الحفاظ على الوظيفة النفسية والفيسيولوجية السليمة. ارتبط انتفاخ الجهاز الهضمي، وعسر الهضم، والفواق بالتحفيز الزائد للعصب الحائر متسببين في حدوث خفقان، بسبب فروع العصب الحائر التي تغذي القناة الهضمية، والحجاب الحاجز، والرئتين.

## التشخيص
المفتاح الأولي الأكثر أهمية للتشخيص هو وصف المريض للخفقان. العمر التقريبي للشخص عند ملاحظته للخفقان لأول مرة، والظروف التي تحدث فيها مهمة كذلك، وكذلك المعلومات بخصوص تناول الكافيين (شرب الشاي أو القهوة)، وإذا ما كان الخفقان المستمر يمكن إيقافه عن طريق النفس العميق أو تغير وضع الجسم. من المفيد جدا كذلك معرفة كيف يبدأ الخفقان وكيف يتوقف (بشكل مفاجئ أم لا)، وإذا ما كانت منتظمة أم لا، وكم سرعة النبض أثناء الخفقان تقريبًا. إذا اكتشف المريض طريقة لإيقاف الخفقان، تلك كذلك معلومات مفيدة.
لا يتم الوصول للتشخيص عادة عبر الفحص الطبي التقليدي وتخطيط كهربائية القلب، لأن أغلب الناس لا يستطيعون ترتيب موعد مع الطبيب أثناء حدوث الأعراض. مع ذلك، نتائج مثل لغط القلب أو خلل في كهربائية القلب، قد تشير للتشخيص المحتمل. على وجه الخصوص، تغيرات كهربائية القلب التي قد تكون مصحوبة باضطرابات معينة في نظم القلب قد يتم التقاطهاـ لذلك فالفحص الطبي التقليدي وتخطيط كهربائية القلب يظلان مهمين في تقييم الخفقان
اختبارات الدم، بالأخص اختبارات وظائف الغدة الدرقية مهمة كذلك كدراسات أساسية (الغدة الدرقية مفرطة النشاط سبب محتمل للخفقان، والعلاج في تلك الحالة هو علاج فرط نشاط الغدة).
المستوى التالي من الاختبارات التشخيصية عادة ما يكون متابعة كهربائية القلب لـ24 ساعة (أو أكثر)، باستهدام جهاز تسجل يسمى جهاز هولتر، والذي يمكنه تسجيل كهربائية القلب بشكل مستمر لمدة 24 ساعة أو 48 ساعة. إذا حدثت الأعراض خلال تلك الفترة يصبح من السهل فحص تسجيل تخطيط كهربائية القلب ومشاهدة كيف كان نظم القلب في ذلك الوقت. لكي يكون ذلك النوع من المتابعة مفيدًا، يجب أن تكون الأعراض تحدث على الأقل مرة كل يوم. أما إذا كانت أقل تكرارًا، تقل بشكل كبير فرصة اكتشاف أي شئ بالمتابعة لمدة 24 أو 48 ساعة. التقنية الأكثر حداثة مثل لصقة زيو تسمح بالتسجيل المستمر لمدة تصل 14 يومًا، يشير المريض عندما تحدث الأعراض عن طريق الضغط على زر في الجهاز ويحتفظ بسجل للأحداث.
دراسات تركيب القلب قد تكون مهمة أيضًا. في أغلب مرضى الخفقان يكون القلب طبيعي بالكامل في تركيبه، ولكن أحيانا قد تتواجد تشوهات مثل مشاكل الصمامات. عادة، ولكن ليس دائما، سيكون طبيب القلب قادرًا على اكتشاف لغط القلب في تلك الحالات، وسيتم غالبا إجراء تخطيط صدى القلب لتوثيق تركيب القلب. هذا اختبار غير مؤلم يتم تأديته باستخدام الموجات الصوتية وهو مطابق للفحص الذي يحدث في الحمل لرؤية الجنين.

## العلاج
يعتمد علاج الخفقان على شدة وسبب الحالة. يتطلب الخفقان الناتج عن عيب في عضلة القلب فحص وتقييم بواسطة أخصائي. نادرًا ما يتضمن الخفقان الناتج عن تحفيز العصب الحائر خلل مادي في القلب. ذلك النوع من الخفقان ينشأ من خارج القلب نفسه، وبناءً عليه، فهو ليس دليلًا على أن عضلة القلب غير سليمة.
يحتاج علاج الخفقان الناتج عن العصب الحائر لمواجهة سبب إثارة العصب أو الجهاز العصبي اللاودي بشكل عام. من المهم أن القلق والتوتر يرتبطان بقوة بزيادة وتيرة وشدة الخفقان الناتج عن العصب الحائر. وسائل تخفيف القلق والتوتر مثل التأمل والتدليك قد تكون مفيدة للغاية في تخفيف أو إزالة الأعراض بشكل مؤقت. مكملات غذائية معينة مثل حمض التورين، والأرجنين، وحمض الغاما-أمينوبيوتيريك، والمغنسيوم قد تقلل من الشد العصبي والقلق، وهو ما يقلل بدوره من الأعراض. تغيير وضع الجسم (مثل الجلوس بدلا من الاضطجاع) قد يقلل من الأعراض كذلك بسبب تغذية العصب الحائر للعديد من الأعضاء في الجسم مثل القناة الهضمية، والحجاب الحاجز، والرئتين.
فيما يتعلق بفرط تحفيز العصب الحائر، مضادات الكولين مثل مضادات الهستامين، أو مضادات الاكتئاب ثلاثية الحلقات قد تثبط تأثير الأسيتيل كولين في تنشيط العصب الحائر وبالتالي تقليل تدخله في نظم القلب الطبيعي.

## روابط خارجية
- اللانظميات القلبية نسخة محفوظة 7 ديسمبر 2010 على موقع واي باك مشين.
- مقال الخفقان على دليل الصحة من النيويورك تايمز
- اللانظميات القلبية على موقع medicinenet
- الأمراض القلبية؛ اطراب نظم القلب من موقع webmd